# Вень Тяньсян
Вень Тяньсян (文天祥, 6 червня 1236 —9 січня 1283) — китайський військовик, поет, педагог часів династії Сун.

## Життєпис
Народився 6 червня 1236 року у м. Цзічжоу повіту Лулін (сучасний повіт Цзіань провінції Цзянсі). Походив з родини високопосадовця. Здобув гарну освіту. У 1254 році з успіхом витримав провінційний іспит, здобувши ступінь гунші. У 1256 році він складає столичний іспит, здобувши звання чжуанюань. Після цього займає низьку урядових посад, зокрема у Відомстві покарань, профекта м. Ганчжоу. З 1259 року стає наближеним до першого міністра імперії.
Він був непохитний в прагненні продовжувати опір державі монголів і постійно конфліктував з тими в імперській адміністрації, кого вважав схильними до компромісу з Чингизідами. У 1259 році Вень Тянься зажадав негайної страти впливового євнуха Дун Сунченя, коли той запропонував перенести столицю імперії в більш безпечне місце.
З початком вторгнення у 1275 році монгольських військ бере активну участь у захисті країни. Формує загон з 30 тисяч вояків, що діяч на кшталт партизанського загону. Боротьба продовжувалася до 1276 року, коли монгольський військових Баян взяв в оточення армію Вень Тяньсяна. Сподіваючись надати відпочинок воякам, Вень вирушив у табір до монголів. В цей час прийшла звістка, що уряд Південної Сун наказав розпустити армію Вень Тяньсяна. Скориставшись такою обставиною Баян намагався заарештувати останнього, проте той втік. Після цього Вень продовжував боронити південнокитайські міста від монголів, зокрема Фучжоу, Лонян, Мейчжоу.
У 1277 році Вень Тяньсяну вдалося завдати поразки монголам й відновити владу Сун у 10 повітам Ганчжоу. Втім незабаром китайці знову були розбиті. Зрештою у 1278 році Вень Тяньсян зазнає поразки від монголів на чолі із Чжан Хунфанєм у сучасній провінції Гуандун й потрапляє у полон. Відмовився прийняти пропозицію перейти на службу до монголів. Провів у в'язниці 4 роки. Його було страчено 9 січня 1283 року.

## Поезія
Один з талановитих поетів періоду Південна Сун. Його вірші «Плавання по морю Ліндін», «Пісня мого прямого духу» (Чжен ці ге 正气歌) — уславлення стійкості, мужності і непохитному духу людини, вірного своєму обов'язку, твердого та непохитного у скорботах) стали класикою у китайській літературі.

## Пам'ять
Вень Тянься є національним героєм Китаю. Поряд з Лу Сюфу й Чжан Шицзи визнається одним з «трьох видатних осіб в останні роки династії Сун». Йому встановлено пам'ятники у Пекіні, Тайбеї, на батьківщині — у м. Цзіань.